# Bảy đỉnh núi cao nhất mỗi châu lục

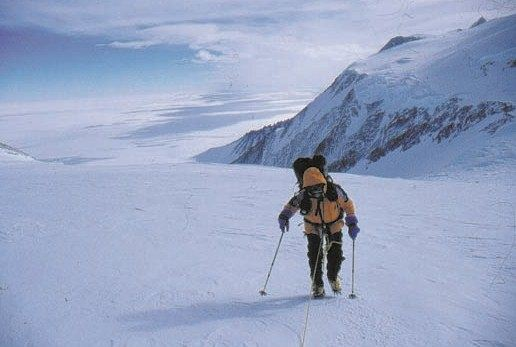
Một người leo núi Vinson

Bảy đỉnh núi cao nhất mỗi châu lục là các núi cao nhất trong bảy châu lục. Việc leo lên tất cả các đỉnh núi này được xem là một thách thức đối với môn thể thao leo núi, người đầu tiên đạt được kỷ lục này vào ngày 30 tháng 4 năm 1985 là Richard Bass.Bảy đỉnh cao mỗi châu lục gồm có các đỉnh núi cao nhất của mỗi bảy châu lục. Danh sách khác nhau bao gồm các biến thể hơi khác nhau, nhưng nói chung là cốt lõi đó được duy trì. Bảy đỉnh cao châu lục phụ thuộc vào định nghĩa được sử dụng cho một lục địa, đặc biệt nơi biên giới của lục địa nằm ở đâu. Điều này dẫn đến hai điểm của biến thể: đầu tiên là Mont Blanc hoặc núi Elbrus cho lục địa châu Âu; và thứ hai phụ thuộc vào việc có bao gồm tất cả châu Đại Dương hoặc lục địa Úc là một lục địa, mà kết quả trong một trong hai núi Kosciuszko hoặc Puncak Jaya (Kim tự tháp Carstensz). Người phụ nữ đầu tiên leo được lên đỉnh 7 đỉnh núi này là Tabei Junko, nhà leo núi người Nhật Bản.

## Danh sách
| Ảnh | Đỉnh núi       | Danh sách Bass | Danh sách Messner | Danh sách Hackett | Độ cao              | Phần lồi địa hình   | Lục địa      | Dãy núi              | Quốc gia      | Lần đầu tiên lên đỉnh |
| --- | -------------- | -------------- | ----------------- | ----------------- | ------------------- | ------------------- | ------------ | -------------------- | ------------- | --------------------- |
|     | Everest        | ✔              | ✔                 | ✔                 | 8.849 m (29.032 ft) | 8.849 m (29.032 ft) | Châu Á       | Himalayas            | China Nepal   | 1953                  |
|     | Aconcagua      | ✔              | ✔                 | ✔                 | 6.961 m (22.838 ft) | 6.961 m (22.838 ft) | Nam Mỹ       | Andes                | Argentina     | 1897                  |
|     | Denali         | ✔              | ✔                 | ✔                 | 6.194 m (20.322 ft) | 6.144 m (20.157 ft) | Bắc Mỹ       | Alaska Range         | United States | 1913                  |
|     | Kilimanjaro    | ✔              | ✔                 | ✔                 | 5.895 m (19.341 ft) | 5.885 m (19.308 ft) | Châu Phi     | –                    | Tanzania      | 1889                  |
|     | Elbrus         | ✔              | ✔                 |                   | 5.642 m (18.510 ft) | 4.741 m (15.554 ft) | Châu Âu      | Caucasus Mountains   | Russia        | 1874                  |
|     | Vinson Massif  | ✔              | ✔                 | ✔                 | 4.892 m (16.050 ft) | 4.892 m (16.050 ft) | Châu Nam Cực | Sentinel Range       | –             | 1966                  |
|     | Puncak Jaya    |                | ✔                 |                   | 4.884 m (16.024 ft) | 4.884 m (16.024 ft) | Lục địa Úc   | Sudirman Range       | Indonesia     | 1962                  |
|     | Mont Blanc     |                |                   | ✔                 | 4,810 m (15,781 ft) | 4,696 m (15,407 ft) | Europe       | Alps                 | France Italy  | Unknown               |
|     | Núi Kosciuszko | ✔              |                   | ✔                 | 2.228 m (7.310 ft)  | 2.228 m (7.310 ft)  | Lục địa Úc   | Great Dividing Range | Australia     | Unknown               |